# Deer Park Farms
Der frühmittelalterliche Rath von Deer Park Farms liegt im Glenarm Valley, an der Nordwestküste Irlands im County Antrim in Nordirland. Es ist in seiner Struktur ähnlich (jedoch komplexer) dem älteren Navan Fort (Emain Macha) im County Armagh und dem etwa gleich alten Tara. 
Obwohl der Rath auch als Befestigung oder Siedlung angesprochen wurde, war es ein heidnischer Ritual- oder Kultplatz im Königreich Dalriada und ab dem 9. Jahrhundert im Königreich Ulidia. Erhalten haben sich die ab 1984 ausgegrabenen Reste von zwei runden Zwillings- oder achtförmigen Doppelhäusern und eines Einzelhauses aus dem 7. Jahrhundert. Die aus Haselnusszweigen geflochtenen Doppelwände der Häuser (mit Adlerfarn als Füllmaterial) sind im Ulster History Park nachgebaut worden. 
Bis zum 7. Jahrhundert n. Chr. lebten bereits mehrere Generationen frühmittelalterlicher Menschen in Deer Park Farms, einem vermutlich bronzezeitlichen, erhöht gelegenen Rath von 26 m Durchmesser, den sie längere Zeit genutzt und später aufgegeben haben. Die Menschen hinterließen Spuren ihrer Wirtschaftsweise, ihrer physischen Arbeit und damit ihrer materiellen Kultur. Gegen Ende des 10. Jahrhunderts wurden, im Rahmen einer neuerlichen Nutzung des zwischenzeitlich aufgegebenen Platzes, zwei Souterrains in den Rath eingebaut. 
Der Rath wurde von Chris Lynn vollständig ausgegraben. Bei der Grabung bis auf den gewachsenen Boden deckten sie gut erhaltene Pfosten- und Flechtwerkhäuser mit Handwerkerabfall und Artefakten und Belegen für Ernährung, Wirtschaft und Umwelt auf. Deer Park Farms zählt zu den wichtigsten archäologischen Ausgrabungen der irischen Neuzeit. 

## Beschreibung
Das älteste Kennzeichen des eisenzeitlichen Platzes war ein etwa zwei Meter breiter und einen Meter tiefer Kreisgraben ohne Wall, mit Zugang von Osten. Der Graben war verschlammt oder verfüllt, bevor der erste Rath ihn überbaute. Ein neuer Graben wurde ausgehoben, um Material für die Erhöhung des Raths zu erhalten. Wahrscheinlich wurde gleichzeitig der erste Wall gebaut.
Nach einiger Zeit wurde der Rath in einen flachen Hügel umgewandelt, und mit einer Rampe aus Lehm und Kies wurde an der Ostseite ein breiter Zugang gebaut. Die äußere Fläche des Hügels wurde mit Basaltbrocken (wahrscheinlich als Cheval de frise) umhüllt und der Graben vertieft. Die Häuser wurden in der Endphase nicht alle gleichzeitig aufgegeben, wie es vermutlich bei anderen Raths war. Jedes Haus wurde einzeln aufgegeben und seine Überreste bedeckt, wenn sie das Ende ihrer Nutzung erreicht hatten.

## Die Funde
Der größte Teil der Metallfunde waren bekannte Gegenstände wie Bruchstücke von Messern, Nägeln und Nadeln, aber viele andere waren von neuer Form. Ein Bohrer, eine dreizackige Fleischgabel, eine Hippe, eine Holzaxt, ein Kerzenhalter, eine Pflugschar, ein Schnitzmesser und Scheren. Ein Beispiel der Handwerksarbeit war die Entdeckung von Klammern (um Reifen an Holzbehältern zu befestigen) in einem Korb neben einer Innenwand. Mehrere unfertige Bottichteile wurden auf dem Boden gefunden. Kleinere Schmucksachen, wie eine Brosche und eine Nadel aus Bronze sowie sieben Glasperlen verschiedenen Typs wurden in den Gebieten gefunden, die für Wandbetten angesehen werden, was sie zweifelsohne nicht waren. Mehr als 80 Glasperlen wurden im Erdhügel gefunden. 
Im tiefen feuchten Boden wurde organisches Material entdeckt, wie es auf Plätzen mit festem Boden nicht gefunden wird. Teile von Holzbehältern, Reststücke von Leder für Schuhe sowie Textilien. Ein Eichentrog auf dem Fußboden eines der Häuser enthielt einen geschnitzten Holzschuh. Gemüse und andere organische Substanz faulten nicht und eine Masse komprimierten Materials wie Essenabfall, Holzfragmente, Kerbtiere und Tierknochen blieb erhalten. Entgegen den Erwartungen gab es jedoch keine Hinweise auf landwirtschaftliche Tätigkeit oder Tierhaltung innerhalb des Raths. 